# Daniel Oware
Daniel Osafo Oware (ur. 19 kwietnia 1965, zm. 25 sierpnia 2015), pseud. Attagoe Calabash i Spike Dog – pochodzący z Ghany, mieszkający i występujący w Polsce przez 30 lat muzyk, raper, aktor i showman. Współpracował z zespołami Big Cyc i Top One, z którym nagrał w 1995 piosenkę Ole Olek! w ramach kampanii wyborczej Aleksandra Kwaśniewskiego.
Był wielokrotnym gościem programu Europa da się lubić, zaś sam prowadził program Kulinarne safari w stacji Polsat Play. Jako aktor wystąpił w serialach Dziki oraz Bao-Bab, czyli zielono mi.
Był członkiem rady programowej Fundacji „Afryka Inaczej", promującej polsko-afrykański dialog międzykulturowy.